# サラリーマンが異世界に行ったら四天王になった話
『サラリーマンが異世界に行ったら四天王になった話』（サラリーマンがいせかいにいったらしてんのうになったはなし）は、原作：ベニガシラ、作画：村光による日本の漫画作品。オーバーラップのウェブコミック配信サイト『コミックガルド』にて2019年12月27日より連載中。ベニガシラが自身のブログに掲載していたウェブ漫画が元となっている。略称は「サラリーマン四天王」。2024年12月時点で電子版を含むシリーズ累計部数は50万部を突破している。
メディアミックスとして、テレビアニメが2025年1月から3月まで放送された。

## あらすじ
東南アジアの某国にて働いていたサラリーマンの内村伝之助は交通事故に遭い、気が付いたら異世界にいた。
そこは世界征服を目論む魔王が勢力を拡大中にあり、魔王軍四天王の一人として内村が召喚されたのだった。内村は当初こそ元の世界でのキャリアを気にして四天王就任を渋るが、魔王の人柄に触れて周囲とも馴染んでいく。

## 登場人物

### メインキャラクター
内村 伝之助（うちむら でんのすけ）
声 - 小野友樹
本作の主人公。当初は「しがないサラリーマン」を自称し、現場を搾取するだけのブラック企業に勤めていたが、海外赴任先の東南アジア某国にてスクーターに轢かれた直後、魔王に召喚される。本来は肩書きに過ぎない「『海』外の駐在員」を上級幹部の通り名として用いられ、「水を司る魔王軍四天王」に就任した。通称「ウチムラ」。
他の異世界転生物語にありがちな他キャラクターを凌駕するチート能力やそれに類する特別な道具などは持っていない（ただし、転生時に異世界人とのコミュニケーションはとれるようになっている）が、サラリーマン時代に培った知識や経験を用いて問題を解決していく。後述のウルマンダーのことは良き仕事仲間と思っているが、彼女からの好意にはまったく気づいていない。物語後半で「ロリコン趣味」が明かされる。
魔王（まおう）
声 - 大塚明夫
魔王軍の支配者。サラリーマンとして高い能力を持ちつつも不遇であるウチムラの存在を知り、彼が事故に遭ったことを機に召喚した。四天王就任を渋るウチムラを「我が必要と思ったから貴様を呼んだ」と説得し、就任を成功させた。
徹底的なリアリストにして組織発展のために辣腕を振るうキャラクターであり、周辺諸部族の併合、食糧問題、魔力を持たない者でも扱える魔法道具の開発など、多種多様な問題解決に着手している。
ウルマンダー
声 - 小原好美
炎を司る四天王にして「豪『炎』の突撃士」。女性魔族として魔王軍のうち魔族部隊を率いており、自身も高い戦闘能力を持つ。かなりの短気であり、交渉事などは苦手。最初は身体能力の低いウチムラを侮っていたが、普通では気づけないことに気づく彼の実力を知ってからは魅かれていき、異性としての乙女チックな一面も見せるようになる。

### 四天王
シルフィード
声 - 石川由依 / 星野貴紀（着ぐるみ）
風を司る四天王にして「烈『嵐』の魔導士」。エルフとフェアリーのハーフ。魔王軍の研究開発部門のトップであるが、過度の仕事を押し付けられないよう普段は厚手の着ぐるみを被って外見を隠しているうえ、声も男性のものに変えている。素顔をさらす際には、シルフィードの助手「ベリンダ」として振る舞う。
ロードペント家の出身でヴァイパーは弟にあたるが、彼の狡猾さを酷く嫌っており、姉弟仲は険悪。家の者がエルフの森を焼き、エルフたちを奴隷として売り飛ばしていたことに嫌気が差し、家を出た。
ゲーノーム
声 - 稗田寧々
土を司る四天王にして「地『殻』の防壁士」。四天王唯一の亜人で、亜人で構成された亜人部隊のトップ。外見は獣耳を持つこと以外、人間に近い。

### 周辺部族
タリウス
声 - 黒田崇矢
ミノタウロス族の族長。
オグレ
声 - 小村哲生
魔王軍に匹敵する規模を持つオーガ族の族長。病を患っているが、影響を危惧して周囲に悟られぬようにしている。その事実は近しい者しか知らない。
オルル
声 - 森永千才
オグレの娘。オーガ族が魔王軍に参入した後はウチムラの直属の部下として活躍し、時にはウルマンダーの恋愛相談に応じることもある。

### ロードペント家
ネイア
声 - 津久井彩文
ウチムラに助けを求めに来た謎の少女。
ロードペント家の分家の末席で、ロードペント家の権力に逆らえない両親のもとから奉公に出されてしまう。ヴァイパーに秘書の名目で雇用されているが虐待を受けており、実態は奴隷に等しい。魔王軍を欺くようヴァイパーから命じられ、ウチムラに取り入る。
ヴァイパー・ロードペント
声 - 河西健吾
魔王軍統治下にある街のギルドの当主。エルフとナーガのハーフ。ヘビのように狡猾な性格。
シルフィードは姉にあたるが、優秀過ぎる彼女を毛嫌いしており、姉弟仲は険悪。魔王軍を欺いてギム（異世界での主要な穀物）を独占し、物価を高騰させて莫大な利益を得ようと目論む。

### その他
ランページ王
声 - 斎賀みつき
黄金の国ランページ王国の王。
ブタガリアン
声 - 木内秀信
「死の商人」や「予言者」の異名を持つ商人。
大将
声 - 野坂尚也
アニメオリジナルキャラクター。ウチムラが悩みを抱えた時に脳内イメージとして訪れる居酒屋の大将。

## 単行本
- ベニガシラ（原作）・村光（作画） 『サラリーマンが異世界に行ったら四天王になった話』 オーバーラップ〈ガルドコミックス〉、既刊11巻（2025年7月25日現在）
  1. 2020年6月25日発売[4]、ISBN 978-4-86554-686-6
  2. 2020年12月25日発売[5]、ISBN 978-4-86554-813-6
  3. 2021年6月25日発売[6]、ISBN 978-4-86554-948-5
  4. 2022年1月25日発売[7]、ISBN 978-4-8240-0096-5
  5. 2022年6月25日発売[8]、ISBN 978-4-8240-0220-4
  6. 2022年12月25日発売[9]、ISBN 978-4-8240-0370-6
  7. 2023年7月25日発売[10]、ISBN 978-4-8240-0568-7
  8. 2024年1月25日発売[11]、ISBN 978-4-8240-0721-6
  9. 2024年7月25日発売[12]、ISBN 978-4-8240-0900-5
  10. 2024年12月25日発売[13]、ISBN 978-4-8240-1040-7
  11. 2025年7月25日発売[14]、ISBN 978-4-8240-1276-0

## テレビアニメ
2024年にテレビアニメ化が発表された。2025年1月から3月までTOKYO MXほかにて放送された。
アニメオリジナル演出として、問題に直面したウチムラがそれを解決すべく思索する際に昭和・平成の歌謡が流れる居酒屋の心象風景が毎回登場する。各回のエンディング後は閉店作業中の大将が登場し、彼の格言めいた一言で締められる。

### スタッフ
- 原作 - ベニガシラ・村光（「コミックガルド」連載）[3]
- 監督 - 福田道生[3]
- 副監督 - 金承徳[3]
- シリーズ構成 - 福田裕子[3]
- キャラクターデザイン - 西畑あゆみ[3]
- サブキャラクターデザイン - 川島尚、本多恵美、満若たかよ、早川麻美[3]
- 総作画監督 - 西畑あゆみ、川島尚[3]
- プロップデザイン - デジタルノイズ[3]
- 色彩設計 - のぼりはるこ[3]
- 美術監督 - 内藤健[3]
- 美術設定 - 海津利子
- 背景 - スタジオちゅーりっぷ[3]
- 3DCG監督 - 小川耕平[3]
- 3DCG制作 - Marco[3]
- 撮影監督 - 口羽毅[3]
- 撮影 - Assez Finaud Fabric.[3]
- 編集 - 後藤正浩[3]
- 音響監督 - 阿部信行[3]
- 音響効果 - 鈴木潤一朗[3]
- 音楽 - 和田貴史[3]
- 音楽制作 - ポニーキャニオン[3]
- プロデューサー - 原田直樹、臼井久人、深尾聡志、松﨑友貴、渡部直、小澤文啓、髙田優子
- アニメーション制作統括 - 鷹木純一
- アニメーションプロデューサー - 山村賢生
- アニメーション制作 - GEEKTOYS × CompTown[3]
- 製作 - サラリーマン四天王製作委員会（オーバーラップ、クランチロール、博報堂DYミュージック&ピクチャーズ、ドコモ・アニメストア、ポニーキャニオン、クロックワークス、GRANTdesign）

### 主題歌
「異世界協奏曲」
清野研太朗によるオープニングテーマ。作詞・作曲・編曲はけんたあろは。
「ツヨガールフレンド」
otonariによるエンディングテーマ。作詞・歌唱はRIRIKO、作曲・編曲は白神真志朗。
「MUGO・ん…色っぽい」
工藤静香による第1話挿入歌。作詞は中島みゆき、作曲は後藤次利。
「ZOO」
川村かおりによる第2話挿入歌。作詞・作曲は辻仁成。
「想い出まくら」
小坂恭子による第3話挿入歌。作詞・作曲は小坂恭子。
「今宵の月のように」
エレファントカシマシによる第4話挿入歌。作詞・作曲は宮本浩次。
「真夜中のドア〜Stay With Me」
松原みきによる第5話挿入歌。作詞は三浦徳子、作曲・編曲は林哲司。
「ヘルプミー」
山崎ハコによる第6話挿入歌。作詞・作曲は山崎ハコ。
「みずいろの手紙」
あべ静江による第7話挿入歌。作詞は阿久悠、作曲は三木たかし。
「あばよ」
研ナオコによる第8話挿入歌。作詞・作曲は中島みゆき。
「道標ない旅」
永井龍雲による第9話挿入歌。作詞・作曲は永井龍雲。
「もう一度夜を止めて」
崎谷健次郎による第10話挿入歌。作詞は秋元康、作曲は崎谷健次郎。

### 各話リスト
| 話数   | サブタイトル                             | 脚本               | 絵コンテ | 演出          | 作画監督                                                                                         | 総作画監督                                                 | 初放送日      |
| ------ | ---------------------------------------- | ------------------ | -------- | ------------- | ------------------------------------------------------------------------------------------------ | ---------------------------------------------------------- | ------------- |
| 第1話  | 異世界入社試験に受かるコツ               | 福田裕子           | 福田道生 | 金承徳        | 菊池政芳 藤田真弓 山﨑輝彦 上野沙弥佳 畠山元 乘冨梓 堤絵梨果 菅原美智代 深見沙和 吉村恵 小野内淳 | 川島尚 崔仁燮 尹秀斌 西畑あゆみ                            | 2025年 1月6日 |
| 第2話  | 石頭な族長の虜にする交渉術               | 加藤還一           | 牧野友映 | 中嶋清人      | 宋俊曄 金漢柱 崔仁燮 尹秀斌 Jumondou Seoul                                                       | 川島尚 崔仁燮 尹秀斌 西畑あゆみ                            | 1月13日       |
| 第3話  | これでわかった！四天王コミュニケーション | 佐藤寿昭 Comp Town | 島津裕行 | 陳蜂喩 羅竣天 | 山﨑輝彦 藤田真弓 上野沙弥佳 堤絵梨果 乘冨梓 菅原美智代 深見沙和 吉村恵 白﨑詩織 小野内淳        | 川島尚 菊池政芳 金璐浩 畠山元 西畑あゆみ                   | 1月20日       |
| 第4話  | 魔法にも技術革新を！                     | ヤスカワショウゴ   | 玉村仁   | 李東益        | 宋俊曄 金漢柱                                                                                    | 川島尚 崔仁燮 尹秀斌 西畑あゆみ                            | 1月27日       |
| 第5話  | 異世界一楽しい市場の歩き方               | 加藤還一           | 福田道生 | 渡辺正彦      | 山﨑輝彦 上野沙弥佳 宮野健 深見沙和 吉村恵 細山正樹 Jumondou Wuxi                                | 川島尚 菊池政芳 金璐浩 畠山元 西畑あゆみ                   | 2月3日        |
| 第6話  | 人を動かす管理術                         | 佐藤寿昭           | 大畑晃一 | 金明根        | 藤田真弓 山﨑輝彦 菅原美智代 上野沙弥佳 宮野健 深見沙和 吉村恵 小野内淳                          | 川島尚 菊池政芳 海保仁美 金璐浩 畠山元 西畑あゆみ          | 2月10日       |
| 第7話  | 一流の商人の条件                         | 佐藤寿昭           | 大畑晃一 | 李東益        | 宋俊曄 金漢柱 Jumondou Seoul                                                                     | 川島尚 崔仁燮 尹秀斌 Jumondou Seoul 西畑あゆみ             | 2月17日       |
| 第8話  | 腐敗組織に正義のメスを！                 | ヤスカワショウゴ   | 祝浩司   | 謝立恒 羅竣天 | 藤田真弓 山﨑輝彦 菅原美智代 上野沙弥佳 宮野健 堤絵梨果 乘冨梓 深見沙和 吉村恵 小野内淳 白﨑詩織 | 川島尚 菊永千里 菊池政芳 海保仁美 金璐浩 畠山元 西畑あゆみ | 2月24日       |
| 第9話  | 悪徳商人の罪と罰                         | ヤスカワショウゴ   | 佐藤卓哉 | 金明根        | 菅原美智代 山﨑輝彦 藤田真弓 上野沙弥佳 宮野健 畠山元 吉村恵 白﨑詩織 小野内淳 Jumondou Wuxi     | 川島尚 金璐浩 海保仁美 西畑あゆみ                          | 3月3日        |
| 第10話 | 剣と盾                                   | 加藤還一           | 大畑晃一 | 李起燮        | 宋俊曄 金漢柱 Jumondou Seoul                                                                     | 尹秀斌 金漢柱 西畑あゆみ                                   | 3月10日       |
| 第11話 | 英雄のいない戦い                         | 福田裕子           | 藤原良二 | 陳蜂喩 謝立恒 | 菊池政芳 藤田真弓 上野沙弥佳 宮野健                                                              | 川島尚 山﨑輝彦 金璐浩 西畑あゆみ                          | 3月17日       |
| 第12話 | 人生の見つけ方                           | 福田裕子           | 牧野友映 | 榎本守        | 山﨑輝彦 菅原美智代 上野沙弥佳 吉村恵 白﨑詩織 中園仁 Jumondou Seoul                             | 川島尚 崔仁燮 尹秀斌 西畑あゆみ                            | 3月24日       |

### 放送局
| 放送期間               | 放送時間                     | 放送局   | 対象地域 | 備考                                 |
| ---------------------- | ---------------------------- | -------- | -------- | ------------------------------------ |
| 2025年1月6日 - 3月24日 | 月曜 23:30 - 火曜 0:00       | TOKYO MX | 東京都   |                                      |
| 2025年1月7日 - 3月25日 | 火曜 0:00 - 0:30（月曜深夜） | BS11     | 日本全域 | BS放送 / 『ANIME+』枠                |
| 2025年1月8日 - 3月26日 | 水曜 21:30 - 22:00           | AT-X     | 日本全域 | CS放送 / 字幕放送 / リピート放送あり |

| 配信開始日    | 配信時間                | 配信サイト | 備考                                               |
| ------------- | ----------------------- | --- | -------------------------------------------------- |
| 2025年1月1日  | 月曜 23:30 更新         | ABEMA dアニメストア | 地上波1週間先行・最速配信 第1話のみ水曜 23:30 更新 |
| 2025年1月13日 | 月曜 23:30 以降順次更新 | DMM TV FOD Hulu J:COM STREAM Lemino milplus見放題パックプライム Amazon Prime Video Pontaパス TELASA ニコニコチャンネル バンダイチャンネル | 見放題配信                                         |
|               |                         | HAPPY!動画 music.jp Rakuten TV カンテレドーガ ビデオマーケット ムービーフルPlus                                                           | 都度課金配信                                       |

### BD / DVD
| 巻  | 発売日        | 収録話         | 規格品番  | 規格品番  |
| 巻  | 発売日        | 収録話         | BD        | DVD       |
| --- | ------------- | -------------- | --------- | --------- |
| BOX | 2025年4月25日 | 第1話 - 第12話 | KWXA-3294 | KWBA-3295 |